# NEAR Shoemaker

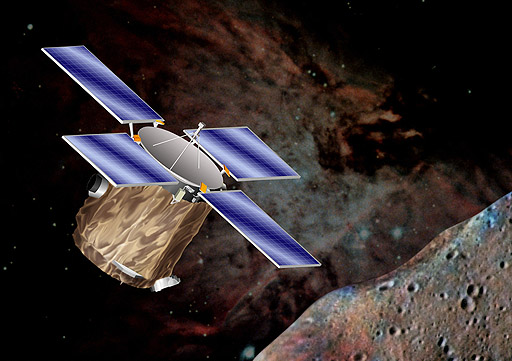
Vedere artistică a sondei
NEAR Shoemaker.

NEAR (Near Earth Asteroid Rendezvous) Shoemaker este o sondă spațială lansată la 17 februarie 1996 de către agenția spațială americană, NASA, în scopul studierii asteroidului 433 Eros, unul dintre cei mai mari asteroizi din apropierea Pământului. 

## Descriere
NEAR Shoemaker a fost prima misiune a programului Discovery al NASA care este format din misiuni interplanetare cu costuri și durate de dezvoltare limitate. Această sondă de 800 kg, dintre care 56 de kilograme de instrumente științifice, avea ca obiectiv determinarea principalelor caracteristici ale asteroidului între care masa și distribuția sa internă, compoziția mineralogică, câmpul magnetic și compoziția regolitului și interacțiunile cu vântul solar. Sonda a fost pusă pe orbită în jurul lui 433 Eros la 14 februarie 2000 și a dus o campanie de studiu de circa un an. Acesta s-a încheiat prin coborârea pe solul asteroidului la 12 februarie 2001, pentru care NEAR Shoemaker nu fusese conceput. Sonda „a supraviețuit” și a putut transmite date științifice până la 28 februarie 2001.
NEAR Shoemaker este prima sondă spațială care a orbitat un asteroid și a cobotât pe suprafața acestuia. Ea a transmis 160.000 de imagini, uneori foarte detaliate, ale asteroidului Eros și i-a măsurat talia, masa și distribuția acesteia, cât și câmpul său magnetic. Aceste date au permis precizarea relațiilor care există între asteroizi, comete și meteoriți. Ele au permis definirea principalelor caracteristici ale unui asteroid din apropierea Pământului. În sfârșit, ele au dezvoltat înțelegerea noastră asupra materiei și a condițiilor în care s-au format și au evoluat planetele.

### Asteroizi din apropierea Pământului
Numeroase mici corpuri cerești (comete, asteroizi și meteoroizi) circulă în partea centrală a Sistemului nostru Solar și, pe o scară geologică, unele dintre ele intră în coliziune sau sfârșesc prin a percuta planetele telurice. Din punctul de vedere al explorării Sistemului Solar, aceste ultime obiecte prezintă un dublu interes. Pe de o parte unele dintre ele sunt uneori relicve păstrate din faza de formare inițială a Sistemului Solar, pe de altă parte impacturile acestor obiecte au fasonat suprafața planetelor și sateliților naturali fără atmosferă cum sunt Mercur și Luna sau au contribuit la evoluția atmosferei planetelor interioare cât și a biosferei. Toate aceste corpuri sunt obiecte cerești primitive a căror evoluție pornește încă din primele milioane de ani ale Sistemului Solar.
În epoca conceperii misiunii NEAR Shoemaker, oamenii de știință nu reușiseră să stabilească un clasament prin origine a 7.000 de asteroizi identificați. Unii dintre ei puteau fi comete adormite sau stinse.
Majoritatea asteroizilor circulă între orbitelor planetelor Marte și Jupiter. Cei care sunt situați la mai puțin de 1,3 unități astronomice de Soare (400 din cei 7000 de asteroizi recenzați) au fost numiți asteroizi din apropierea Pământului și sunt susceptibili să percuteze Terra. Orbitele acestor asteroizi evoluează relativ rapid, la scară geologică, ca urmare a coliziunilor și interacțiunilor gravitaționale cu planetele interioare. Asteroizii din această categorie nu par să aibă caracteristici specifice, dar formează un eșantion reprezentativ al asteroizilor care trec mai departe de Soare. La începutul anilor 1990, cunoștințele asupra asteroizilor proveneau din trei surse: observațiile de la distanță efectuate de la observatoarele astronomice situate pe Pământ, survolul asteroizilor 951 Gaspra și 243 Ida de către sonda spațială Galileo și analizele meteoriților identificați ca provenind probabil din coliziuni ale asteroizilor, efectuate în laborator.

### Asteroidul Eros
433 Eros este un asteroid din apropierea Pământului din sub-familia Amor care se caracterizează printr-o orbită care abia atinge orbita terestră trecând prin exteriorul acesteia. Acest asteroid de tip S are o formă alungită, iar dimensiunile lui sunt de circa 13x13x33 km. El orbitează în jurul Soarelui cu o periodicitate de circa un an. Asteroidul 433 Eros a fost reținut drept țintă a cercetărilor deoarece este aproape de Pământ și are talie mare.

## Lansarea proiectului
NEAR Shoemaker este prima sondă a programului Discovery care reunește misiuni interplanetare de mică anvergură și, prin urmare, având costuri sub 150.000.000 de dolari, iar durata de dezvoltare este de sub 3 ani. Applied Physics Laboratory al Universității Johns-Hopkins, care are o mare experiență în construirea navelor spațiale, a fost reținut pentru construirea NEAR. Sonda a fost denumită în onoarea geologului și astronomului american Eugene Shoemaker, specialist în asteroizi, care a demonstrat pentru prima dată originea externă a craterelor de impact de pe Terra și de pe Lună.

## Obiective
Obiectivul principal al NEAR Shoemaker este de a determina principalele caracteristici ale asteroidului între care masa și distribuția internă, compoziția mineralogică, morfologia, câmpul magnetic. Obiectivele secundare cuprind studiul proprietăților regolitului, interacțiunile cu vântul solar, detecția indicilor care reflectă o activitate internă ca emisia de gaze sau praf și variațiile vitezei de rotație a asteroidului în jurul său însuși. Sonda avea ca obiectiv studierea asteroidului 433 Eros rămânând pe orbită la mică distanță de acesta pe o perioadă de un an.